# Cedar Hill Lakes
Cedar Hill Lakes est un village du comté de Jefferson, dans le Missouri, aux États-Unis,. Situé au centre-ouest du comté, il est incorporé en 1973.

## Démographie
Lors du recensement de 2010, le village comptait une population de 237 habitants. Elle est estimée, en 2016, à 238 habitants.

## Source de la traduction
- (en) Cet article est partiellement ou en totalité issu de l’article de Wikipédia en anglais intitulé « Cedar Hill Lakes, Missouri » (voir la liste des auteurs).